# Ernst Krawehl
Ernst Krawehl (* 10. März 1909 in Essen; † 2. Dezember 1993 in Essen; vollständiger Name: Ernst Walter Max Krawehl) war ein deutscher Kaufmann, Verleger, Übersetzer und langjähriger Verlagslektor des Schriftstellers Arno Schmidt.

## Leben
Ernst Krawehl kam 1909 in Essen als Sohn von Otto Ernst Gustav Krawehl, Bergbauingenieur und Spezialist für Kohleveredlung und Kohleverflüssigung, und dessen Ehefrau Marie Krawehl geb. Westphal zur Welt. Er hatte einen jüngeren Bruder mit Namen Hans Georg.
Ernst Krawehl studierte Volkswirtschaft, Soziologie und Philosophie an der Universität zu Köln, der Albertus-Universität Königsberg, der Westfälischen Wilhelms-Universität Münster, der Universität zu Berlin und der Universität Leipzig; er belegte unter anderem Vorlesungen bei Erwin von Beckerath, Helmuth Plessner, Werner Sombart, Heinrich Scholz und Nicolai Hartmann.
Krawehl wurde wissenschaftlicher Hilfsarbeiter der Landesplanungsstelle beim Oberpräsidium der preußischen Provinz Ostpreußen. Von 1936 bis 1966 war er aktiver Gesellschafter eines Familienunternehmens, das Textilrohstoffe aus Übersee importierte sowie Geschäftsführer einer Verwaltungs-GmbH.

## Verleger
1950 trat Krawehl gemeinsam mit Gerhard Heller als Gesellschafter in den von Ingeborg Stahlberg gegründeten Stahlberg Verlag in Karlsruhe ein. Spezialisiert auf zeitgenössische Literatur der romanischen Länder, verlegte man unter anderem Werke von Curzio Malaparte, Henri Troyat, Raymond Queneau, Goffredo Parise und Roger Peyrefitte, von dem Krawehl zwei Werke übersetzte, aber auch die Lyrik von Peter Paul Althaus.
1968 wurde der Stahlberg-Verlag in den Goverts-Krüger-Stahlberg Verlag überführt. 1971 kaufte der Holtzbrinck-Konzern die Anteile des Stahlberg-Verlags, der in die Verlagsgruppe S. Fischer eingegliedert wurde.

## Wirken für das Werk Arno Schmidts
Alfred Andersch hatte den Stahlberg-Verlag darauf aufmerksam gemacht, dass Arno Schmidt, der sich vom Rowohlt-Verlag getrennt hatte, für seine avantgardistischen Werke im Deutschland der Adenauer-Ära keinen Verleger mehr fand. Am 22. und 23. August 1955 besuchte Krawehl den Autor in seiner Wohnung in Kastel (Saar) und bot ihm die Übernahme des Gesamtwerks durch den Stahlberg-Verlag an. Mit festen Vorschüssen und Optionszahlungen, gelegentlich auch mit Krediten an den Verlag zur Förderung der Herausgabe Schmidt’scher Bücher, half er dem finanziell bedrängten Autor und unterstützte auch dessen (später zurückgezogenen) Plan, nach Irland auszuwandern.
Zunächst erhielt Krawehl von Schmidt das Manuskript des Romans Das steinerne Herz zur Begutachtung. Unter dem Eindruck eines soeben gegen Schmidt angestrengten Prozesses wegen Gotteslästerung strich oder bearbeitete Krawehl – nach Beratung mit einem Anwalt und mit dem Einverständnis des Autors – eine Reihe politisch oder sexuell anstößiger Stellen, was 1988 von Jan-Philipp Reemtsma als Zensur gebrandmarkt wurde. Der originale Wortlaut dieser Stellen erschien erst nach Schmidts Tod in der posthumen Bargfelder Ausgabe seiner Werke.
Von nun an erschienen die Werke Arno Schmidts sowie zahlreiche seiner Übersetzungen bei Stahlberg. Einmal im Jahr besuchte Krawehl den Autor für mehrere Tage in dessen Wohnort Bargfeld in der Lüneburger Heide. Insgesamt betreute Ernst Krawehl fünfzehn Erstausgaben Schmidts, später auch die im Fischer Taschenbuchverlag erschienenen Broschurausgaben kürzerer, zwischen 1949 und 1969 erschienener Werke. Über zwei Jahrzehnte warb Krawehl an einem eigenen Stand für Arno Schmidt auf der Frankfurter Buchmesse – eine Aufgabe, die später seine Nichte, die Freiburger Germanistin Irmgard Roebling, fortsetzte – und suchte Buchhändler und Leser für die Werke, Übersetzungen und – seit 1970 – die großformatigen Typoskripte, darunter das opus magnum Zettel’s Traum, zu interessieren. Zahlreiche Germanisten verdanken ihm Auskünfte über Detailfragen. Mit seinen guten Auslandskontakten beförderte Krawehl auch die Übersetzungen Schmidts in sieben Sprachen, darunter die englischen Ausgaben der Gelehrtenrepublik und des Typoskripts Abend mit Goldrand. Nach Schmidts Tod gab Krawehl das noch zu Lebzeiten vom Autor angeregte und in Grundzügen konzipierte Erinnerungswerk Porträt einer Klasse mit Berichten von Mitschülern und Angehörigen Arno Schmidts heraus.
Auseinandersetzungen mit der Witwe des Autors, Alice Schmidt, die sich vom S.-Fischer-Verlag trennte, und mit der Bargfelder Arno-Schmidt-Stiftung führten dazu, dass Krawehl dieser untersagte, seinen Briefwechsel mit Arno Schmidt zu veröffentlichen.

## Nachlass
Krawehl, der 1993 in Essen starb, vermachte seinen literarischen Nachlass, darunter die umfassende Verlagsbibliothek des Stahlberg Verlags und den Zettelkasten zu Arno Schmidts Seelandschaft mit Pocahontas, dem Deutschen Literaturarchiv Marbach. Dort ist sein brieflicher Nachlass mit einem Sperrvermerk versehen, der bis 2013 galt.

## Herausgegebene Werke
- (mit Marion Boyars) Arno Schmidt: The egghead republic. A short novel from the Horse latitudes. (englische Übersetzung von Michael Horovitz) Boyars, London u. a. 1979, ISBN 0-7145-2591-X.
- Arno Schmidt. Sein Werk bei S. Fischer. S. Fischer Verlag, Frankfurt am Main 1985.
- Porträt einer Klasse. Arno Schmidt zum Gedenken. S. Fischer Verlag, Frankfurt am Main 1988, ISBN 3-10-070608-0.

## Aufsätze und Briefpublikationen (Auswahl)
- Some Preliminary Remarks concerning the Presentation of Page 636 of Zettels Traum. In: The Review of Contemporary Fiction. Band 8, 1988, Nr. 1, S. 118–122.
- Zu Arno Schmidts Buch „Fouqué und einige seiner Zeitgenossen“. Umschlag der gebundenen Erstausgabe (14 × 21) im Stahlberg Verl. 1958. In: Zettelkasten. Band 10, 1991, S. 173–175.
- Lesereinführung zu Arno Schmidts Buch „Sitara und der Weg dorthin“. Sonderprospekt zum Erscheinen 1963. In: Zettelkasten. Band 9, 1991, S. 177–180.
- Wolf-Dieter Krüger: Arno Schmidt und die Frankfurter Buchmesse. Mit Briefen von Ernst Krawehl und Marco Brännström. In: Zettelkasten. Band 10, 1991, S. 57–65.
- Arno Schmidt / Ernst Krawehl: Lauter Neuigkeiten. Aus dem Briefwechsel. In: Schreibheft. Zeitschrift für Literatur. Nr. 43, Mai 1994, S. 19–23.
- Horst Denkler: „Orientierungshilfe für eine beispiellose Sache“. Briefe von Ernst Krawehl. In: Zettelkasten 15. Jahrbuch der Gesellschaft der Arno-Schmidt-Leser 11 (1996), S. 269–285.
- „...Ulyß zuerst, und ein Jahr später Wake“. Zwei Briefe. In: Bargfelder Bote. Lieferung 273–274, August 2004, S. 3–6.

## Sonstiges
- Peter Paul Althaus widmete Ernst Krawehl ein Gedicht in seinem Lyrikband In der Traumstadt; der Name Krawehl fällt auch in seinem Telefongedicht in Dr. Enzian.